# Дом-музей художника С. В. Герасимова
Дом-музей художника С. В. Герасимова — мемориальный музей в Можайске, расположенный в доме, где с 1915 по 1964 год жил и работал советский художник-живописец Сергей Васильевич Герасимов. Является филиалом Бородинского военно-исторического музея-заповедника.

## История здания
В 1915 году в Можайске на месте усадьбы отца Сергей Герасимов строит одноэтажное бревенчатое здание — мастерскую. В 1920-е годы на её месте была заложена новая усадьба Герасимовых, где почти полвека жил и творил художник. 
Моя родина — Можайск. Там я провёл детство на окраине города, на берегу Москвы-реки, около мельницы, постоянно шумящей, с крупорушками и сукновалками. Первые впечатления, видимо, остались основой для моих дальнейших восприятий и ощущений как художника, — Сергей Герасимов..
Этот дом на живописном склоне Москвы-реки — единственная в своём роде постройка в Можайске, имеющая как мемориально-историческую, так и архитектурно-художественную ценность. Основная часть дома возведена в традициях русской архитектуры и представляет собой пятистенный дом с мезонином, в котором находилась мастерская художника. В 1947 году у дома появились более поздние пристройки – веранда у северной стены и мастерская сына Леонида.
Уголок земли, где в основном проходит творческая деятельность Сергея Герасимова — Можайск и окрестности. Постоянное непосредственное общение с людьми и природой, среди которых рос и развивался художник, помогло его совершенствованию как живописца. Можайские пейзажи Сергея Герасимова показали лучшие стороны его дарования, особенно привлекательного тонкостью красочно-колористического мастерства, — Виктор Лобанов, член-корреспондент Академии художеств СССР
После смерти Герасимова, семья передала безвозмездно государству загородный дом, мебель и часть подлинных работ художника.

## Дом-музей
Мемориальный музей был создан к 100-летию со дня рождения художника и открыт 26 сентября 1985 года по инициативе его внучки Людмилы Герасимовой при поддержке Союза художников СССР и администрации Можайска. На южной стороне здания была открыта мемориальная доска, выполненная скульптором Юрием Черновым.
Автором первой экспозиции музея, которая просуществовала с 1985 по 1995 год, стал искусствовед Владимир Иванович Володин. В экспозицию вошли мемориальные предметы, мебель, документальные материалы, фотографии, раскрывающие творческий и жизненный путь живописца. Основой коллекции изобразительного искусства стали живописные и графические произведения С. В. Герасимова, а также работы его учеников, известных московских художников В. В. Воропаева, К. Ф. Власовой, Г. Г. Дервиза, Г. М. Коржева, П. П. Оссовского,  А. Л. Орловского, И. В. Сорокина, братьев А. П. и С. П. Ткачевых и многих других. Работы Герасимова были переданы музею Союзом художников СССР и Академией художеств СССР, а произведения его учеников и работы можайских художников были подарены музею самими авторами.
В 1990 году дом-музей становится филиалом Бородинского военно-исторического музея-заповедника в структуре Можайского историко-краеведческого музея.
20 февраля 1995 года усадьба Сергея Герасимова получила статус объекта исторического и культурного наследия федерального значения.
В октябре 2009 года, в связи с аварийным состоянием здания, дом-музей Герасимова закрылся на реставрацию, целью которой являлось не нарушая исторического облика мемориального дома обновить фундамент, стены и крыши здания, а также благоустроить прилегающий к дому парк.
30 сентября 2015 года, к 130-летию со дня рождения мастера, состоялось торжественное открытие обновлённого музея. 
Сегодня дом-музей состоит из нескольких залов. В музее открыто несколько выставок, объединенных общим названием «Жизненный и творческий путь художника», где можно увидеть портреты родственников С. В. Герасимова, его работы и работы его учеников и сына – Леонида Герасимова, а также частично воссозданную мемориальную обстановку.
У здания музея установлен бронзовый бюст живописца работы скульптора Иосифа Моисеевича Чайкова.

## Внешние видеофайлы
- Торжественное открытие дома-музея художника Сергея Герасимова // Телевидение Можайска. 2015. 5 ноября.
- Дом музей художника С. В. Герасимова, Можайск // Путеводитель по Московской области. 2018. 25 октября.
- Бородино крупным планом» — виртуальная экскурсия по экспозиции «Дом-музей художника С. В. Герасимова»  // Бородинское поле. 2020. 2 апреля.
- Дом-музей художника С. В. Герасимова // Бородинское поле. 2020. 16 мая.